# Gouden Koets

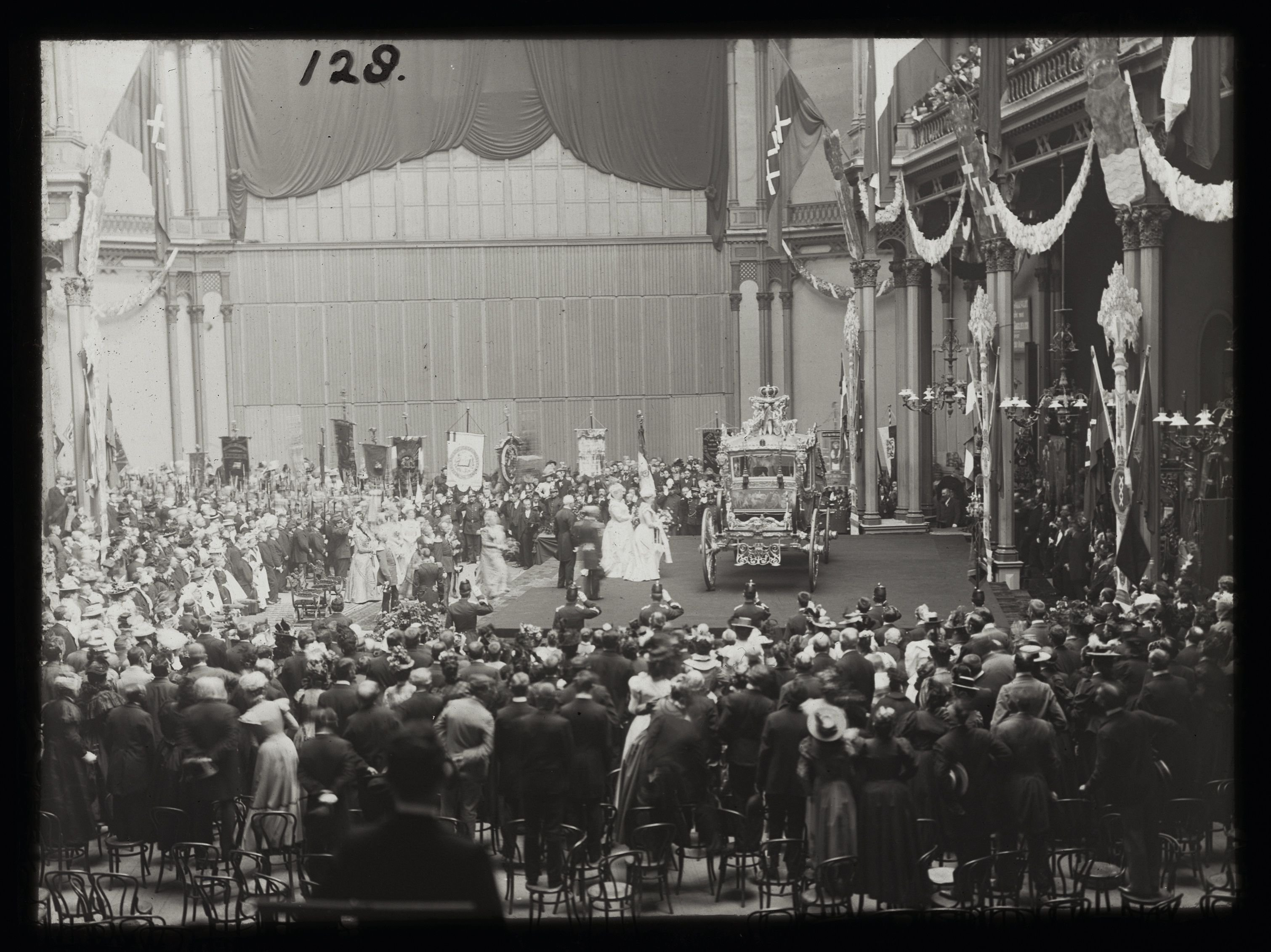
L'offerta della carrozza alla regina Guglielmina il 7 Settembre 1898 al Paleis voor Volksvlijt

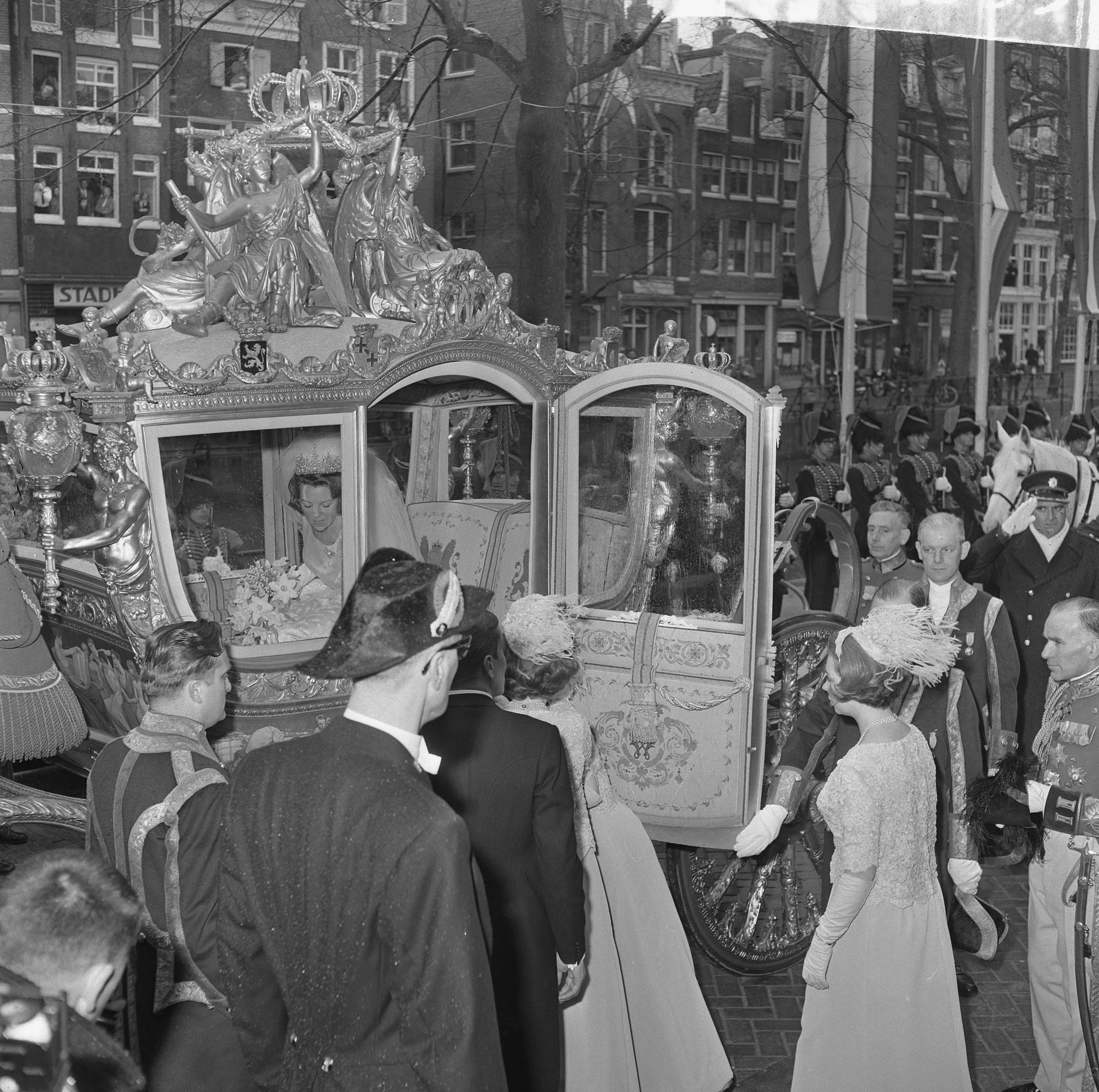
La Gouden Koets durante il Matrimonio della Principessa d'Orange

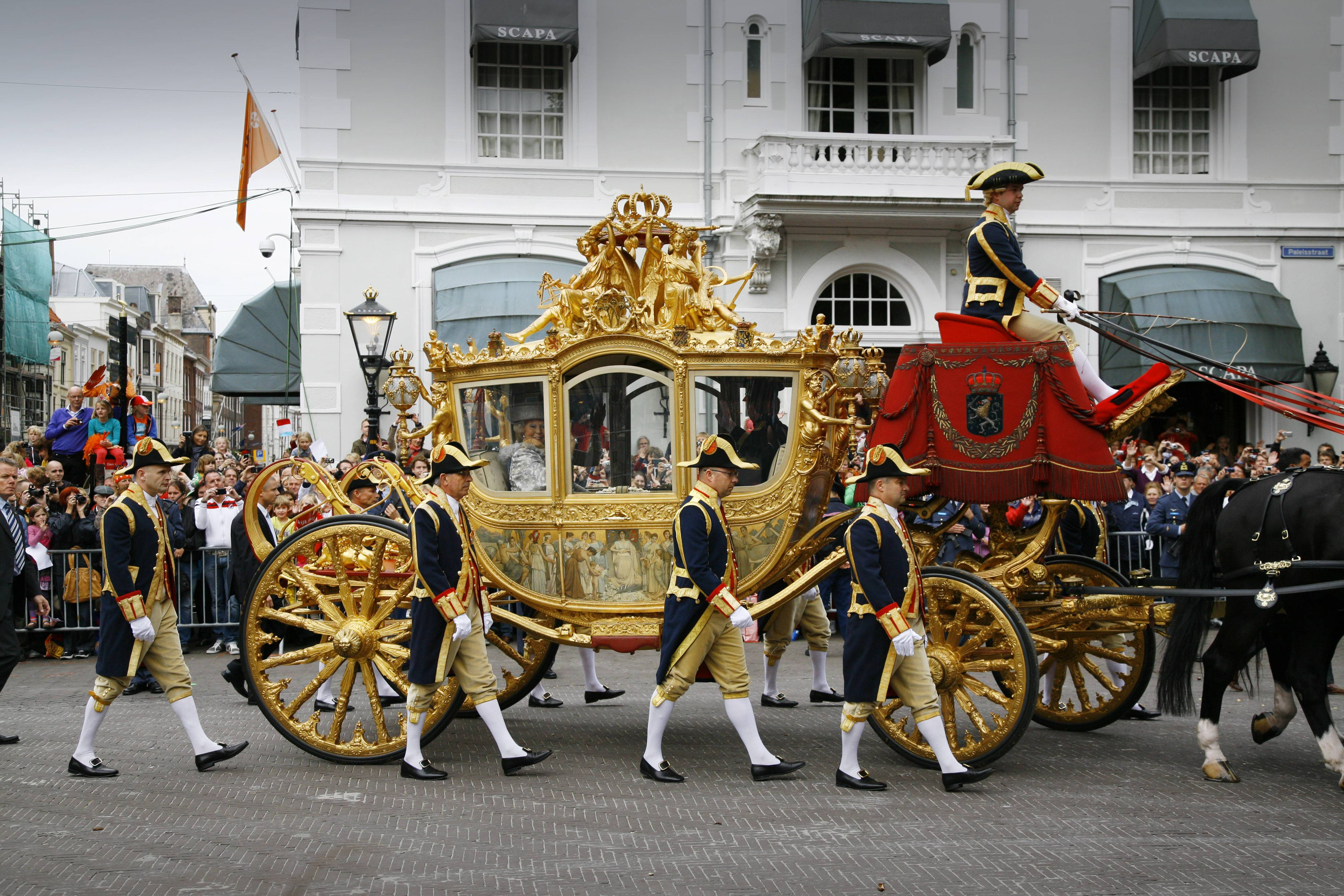
La Gouden Koets durante il Prinsjesdag del 2011

La Gouden Koets ("Carrozza d'oro") è una carrozza di proprietà e utilizzata dalla famiglia reale olandese. La Gouden Koets viene utilizzata ogni anno per trasportare il monarca olandese dal Palazzo Noordeinde al Ridderzaal per pronunciare il discorso dal trono inoltre viene utilizzata durante il matrimonio del principe di Orange o della principessa di Orange (Principi ereditari olandesi).

## Storia
La regina Guglielmina ricevette la Gouden Koets alla sua investitura del 1898 come regalo dai cittadini di Amsterdam. La carrozza è stata progettata e costruita dai fratelli Spijker. Poiché la regina Guglielmina desiderava non ricevere regali il giorno della sua inaugurazione, il 6 settembre 1898, ricevette effettivamente la carrozza d'oro il giorno successivo. Il veicolo è stato utilizzato per la prima volta in occasione del matrimonio della regina Guglielmina e del principe Enrico di Meclemburgo-Schwerin il 7 febbraio 1901. Dal 1903 la Gouden Koets è stata utilizzata principalmente una volta all'anno, a L'Aia, il terzo martedì di settembre, a Prinsjesdag, in occasione del discorso del monarca. Nel 1974 però la carrozza non fu utilizzata per motivi di sicurezza, a causa dell'assedio dell'Ambasciata francese.

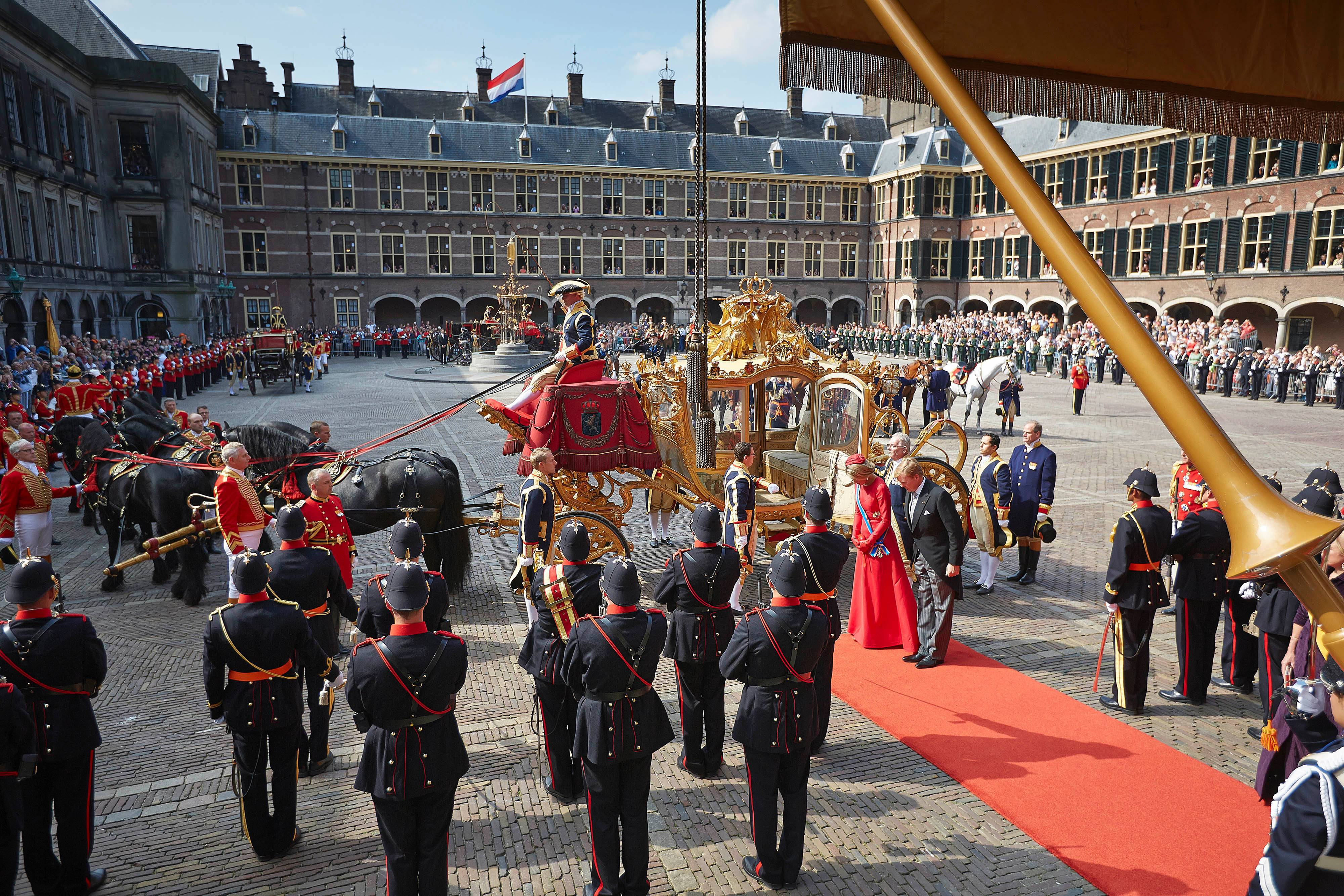
Il Prinsjesdag del 2014 con Guglielmo Alessandro e la regina Maxima

Inoltre la carrozza venne utilizzata per:
- Matrimonio di Guglielmina e Enrico di Meclemburgo-Schwerin nel 1901
- Matrimonio di Giuliana e Bernhard van Lippe-Biesterfeld nel 1937
- Battesimo di Beatrice dei Paesi Bassi nel 1938
- Matrimonio di Beatrice e Claus van Amsberg nel 1966
- Matrimonio Guglielmo Alessandro e Maxima Zorreguieta nel 2002

La carrozza è realizzata in legno di teak, gran parte del quale è rivestito in foglia d'oro. È decorato con dipinti di Nicolaas van der Waay e vari ornamenti simbolici. La carrozza è stata costruita in stile rinascimentale olandese. È trainata da otto cavalli quando viene trasportato il monarca regnante; solo sei cavalli quando altri membri della famiglia reale viaggiano in carrozza. La regina Guglielmina voleva essere in grado di stare in piedi in carrozza,spiega infatti la forma piegata del tetto della carrozza ma questa maggiore altezza ha reso più difficile la guida.
Al Prinsjesdag nel 2010 un uomo ha lanciato un porta candele contro la Gouden Koets, provocando piccoli graffi alla vernice. Accusato per aver insultato la regina, danneggiato la carrozza d'oro e aggredito i valletti della Gouden Koets, l'uomo (che è stato giudicato mentalmente incapace, escluso il carcere) è stato condannato a un anno in una clinica psichiatrica. Nel 2011, i parlamentari Harry van Bommel e Mariko Peters hanno suggerito di rimuovere il pannello di sinistra, raffigurante Hulde der Koloniën (Tributo dalle colonie). Secondo gli attivisti, il pannello mostrava schiavi seminudi che facevano gesti di sottomissione alla casa reale. Gli storici, d'altra parte, hanno affermato che la scena non raffigura schiavi o la famiglia reale, né è una glorificazione delle colonie. Il pannello mostra le relazioni con le colonie a quel punto e, secondo la storica Susan Legêne della Vrije Universiteit Amsterdam, fa riferimento alla discussione sulla politica etica olandese incentrata su una vocazione morale che i Paesi Bassi dovrebbero sentire nei confronti delle persone nelle colonie.
Nel settembre 2015, è stato annunciato che la carrozza sarebbe stata sottoposta a un importante restauro per i prossimi tre o quattro anni e che il Glazen Koets sarebbe stata utilizzata dove normalmente la Gouden Koets viene utilizzata. Dopo la ristrutturazione, la Gouden Koets sarà esposta in una gabbia di vetro ancora da costruire nel cortile del Museo di Amsterdam da giugno a novembre 2021. In sei sale circostanti ci saranno esposizioni della storia della Gouden Koets. C'è anche una sala studio per il dibattito. Secondo il direttore del museo tutte le informazioni saranno condivise con il re, che prenderà una decisione dopo l'esposizione.